# آبي سيغال
آبي سيغال (بالإنجليزية: Abe Segal)‏ ‏(23 أكتوبر 1930 - 4 أبريل 2016)، هو لاعب كرة مضرب جنوب أفريقي سابق وكان يلعب باليد اليسرى. حقق الوصافة مرتين في البطولة الفرنسية.

## النهائيات

### الزوجي
الوصافة (2)
| السنة | البطولة          | الشريك       | المنافس في النهائي         | النتيجة            |
| 1958  | البطولة الفرنسية | روبرت هاو    | أشلي كوبر نيل فريزر        | 6–3, 6–8, 3–6, 5–7 |
| 1963  | البطولة الفرنسية | غوردون فوربس | روي إيمرسون مانويل سانتانا | 2–6, 4–6, 4–6      |

## وصلات خارجية
- آبي سيغال على موقع رابطة محترفي التنس (الإنجليزية)
- آبي سيغال على موقع الاتحاد الدولي لكرة المضرب (الإنجليزية)
- آبي سيغال على موقع كأس ديفيز (الإنجليزية)
- آبي سيغال على موقع أرشيف التنس.كوم (الإنجليزية)
- آبي سيغال على موقع خلاصة التنس.كوم (الإنجليزية)